# Musée national de Beyrouth
Le musée national de Beyrouth (en arabe :متحف بيروت الوطنيّ) est le principal musée archéologique du Liban situé rue de Damas à Beyrouth dans le quartier de Badaro. L'inventaire comprend plus de 100 000 objets, dont la plus grande partie provient des fouilles entreprises par la Direction des antiquités. Environ 1 300 objets sont exposés de façon chronologique, depuis la Préhistoire jusqu'à la période mamelouke.
Durant la guerre de 1975-1990, le secteur qui entoure l'édifice, également appelé « le Musée », était le lieu d'intenses combats entre factions armées. Le quartier du Musée est un lieu de mémoire important au Liban.

## Histoire

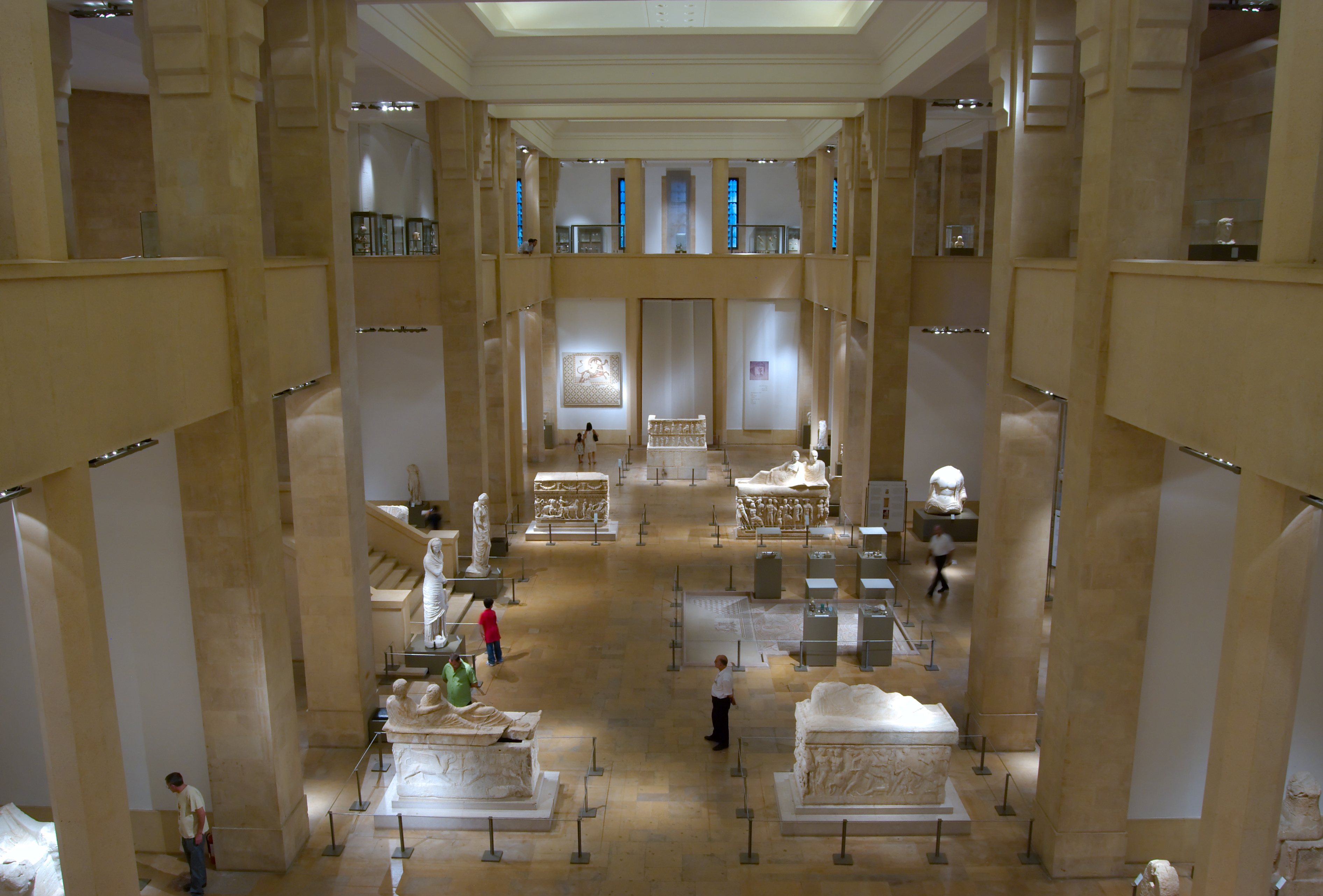
Intérieur du musée

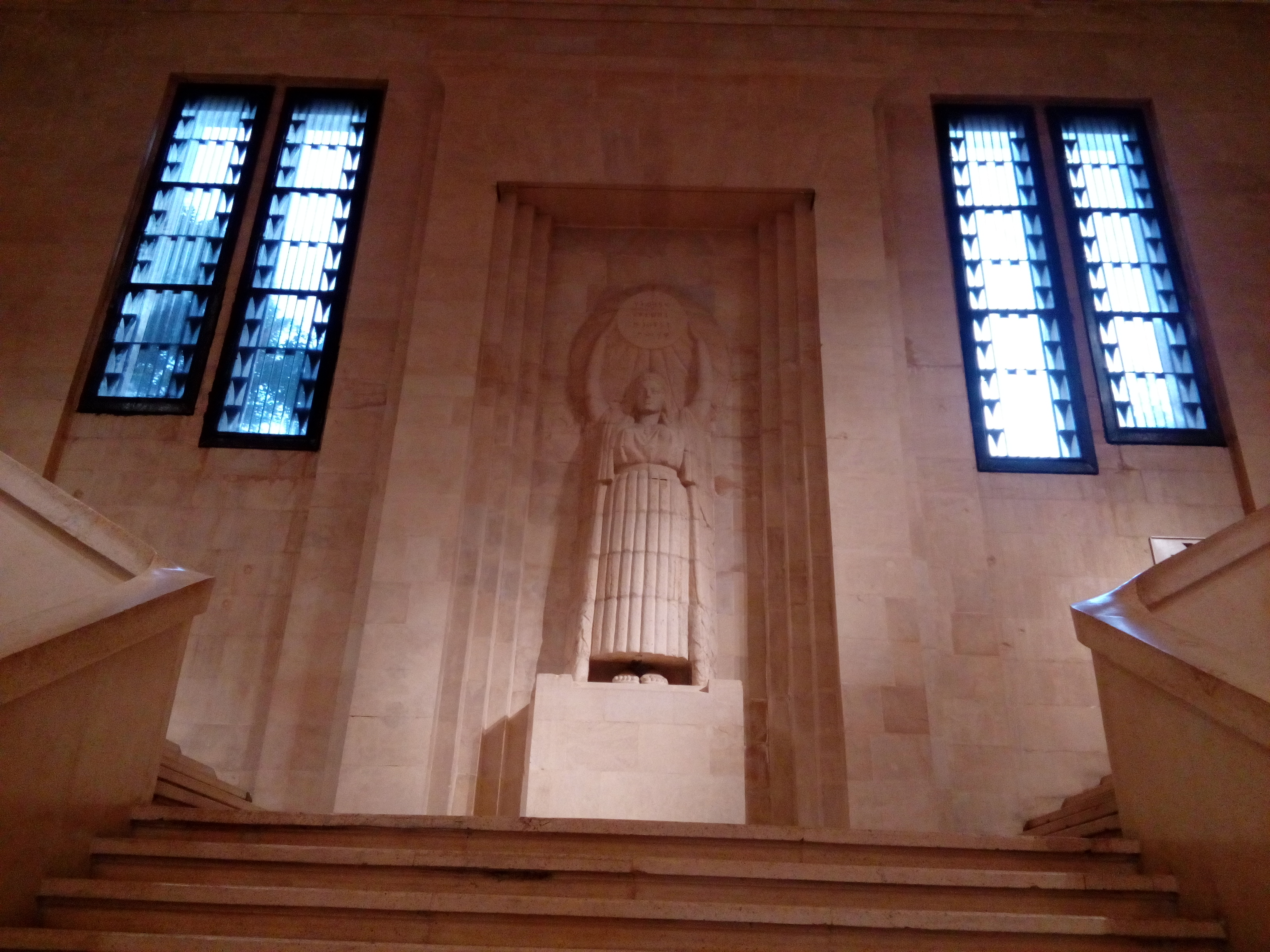
Allégorie représentant le rayonnement de l'alphabet phénicien dans le monde. Elle a été édifiée dans les années 1930.

### Fondation du musée
Bien que la collecte des artefacts débutât dès la fin du premier conflit mondial, le musée ouvrit officiellement en 1942.
En 1919, des pièces datant de l'antiquité issues de la collection de Raymond Weill, officier français stationné au Liban, sont exposées dans un musée provisoire situé dans l'établissement des Diaconnesses de la rue Georges-Picot à Beyrouth. Entre-temps, l'ancêtre de la direction d'archéologie et des beaux-arts rassemble des objets antiques provenant de la région de Beyrouth. Cette collection s'étoffe rapidement grâce à plusieurs directeurs successifs du service des antiquités du Liban et au résultat de fouilles menées en particulier par le Dr Georges Contenau à Sidon ou à Tyr et Byblos (avec Renan). Elle s'agrandit aussi de donations privées, comme celle d'Henri Seyrig (directeur du service des antiquités) dans le domaine numismatique, celle du général Weygand en 1925, et du Dr George Ford, directeur de l'école de la Mission américaine de Sidon, en 1930.
En 1923, le « comité des amis du musée », dirigé par Béchara el-Khoury, à l'époque Premier ministre du Liban et ministre de l'éducation et des beaux-arts, est formé pour réunir des fonds afin de construire le musée national,. Le comité est constitué de personnalités telles qu'Alfred Sursok, Marius Hanemoglou, Albert Bassoul, Omar Daouk, Kamil Eddeh, Ali Joumblat, Henri Pharaon, Georges Faissy, Assad Younès, Hassan Makhzoumi, Joseph Farahi, Georges Korom, Jean Debs, Wafik Beydoun et Jack Tabet. Le comité donne son accord pour les plans présentés par les 
architectes Antoine Nahas et Pierre Leprince-Ringuet. Les travaux commencent en 1930 sur un terrain donné par la municipalité près de l'hippodrome de Beyrouth, et sont terminés en 1937. L'inauguration est prévue en 1938, mais elle est repoussée à cause de la situation politique puis à cause de la situation internationale. Le musée national de Beyrouth ouvre finalement le 27 mai 1942, l'inauguration ayant lieu sous les auspices du président Alfred Naccache. Le conservateur des collections est jusqu'en 1928 Charles Virolleaud (directeur du service des antiquités du Liban) assisté de Philippe de Tarrazi, conservateur de la Bibliothèque nationale du Liban. Les collections croissent grâce à l'action continue pendant trente-trois ans du conservateur en chef Maurice Chéhab, qui œuvre jusqu'au tout début de la guerre de 1975-1990.

### Fermeture et dévastation
Pendant la guerre civile libanaise, la rue de Damas sur laquelle se trouve le musée constituait la ligne de front séparant les fractions antagonistes baptisée Ligne verte. La bâtisse égyptisante fut alors fermée pendant vingt-deux ans (1975 à 1997) et a subi de lourds dommages durant la guerre, mais l'essentiel de ses collections a pu être sauvé par des mesures préventives.

### Réouverture et rénovation

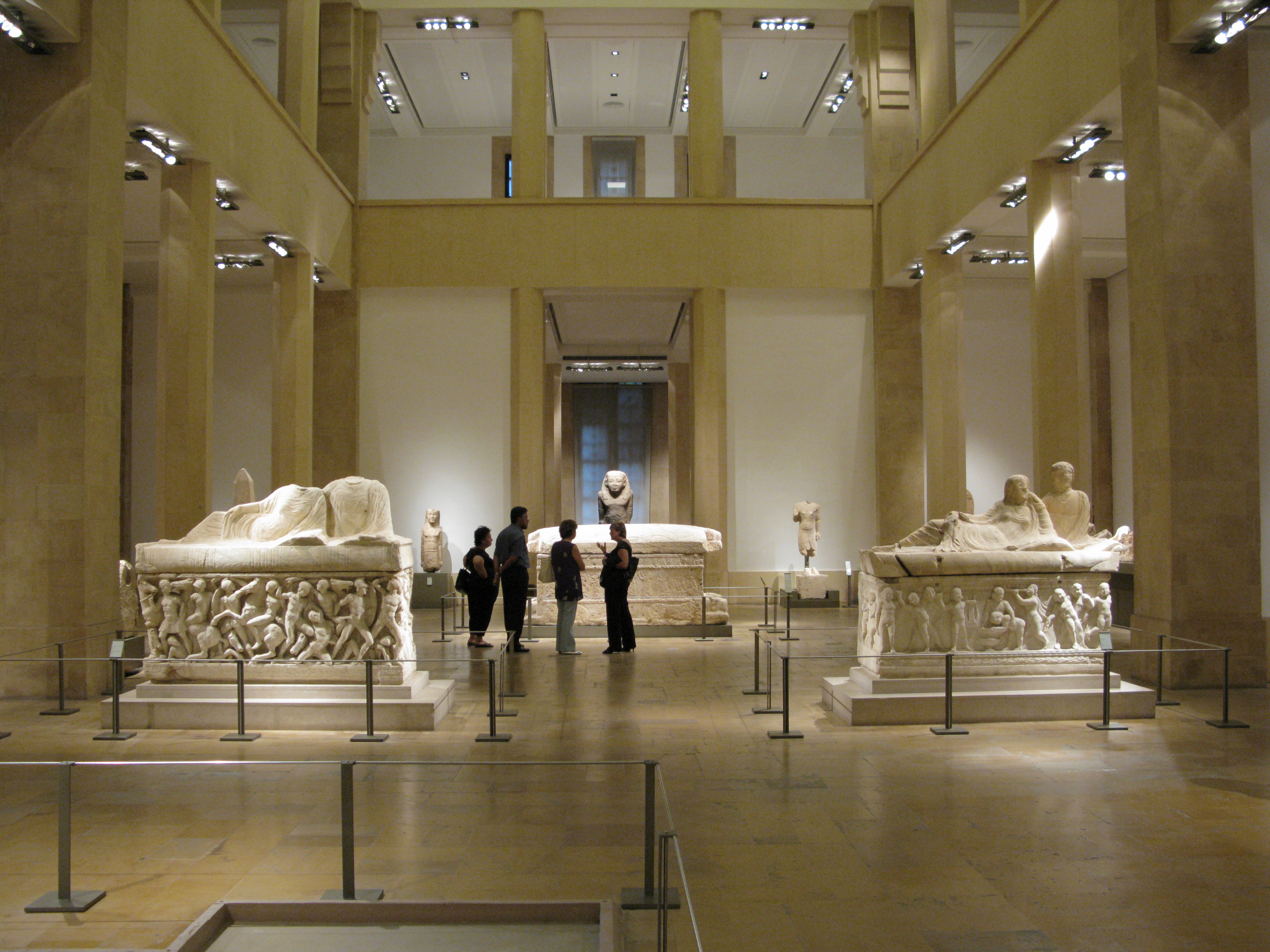
Intérieur du musée.

Après une vaste opération de rénovation, le Musée national a recouvré son importance, en particulier du fait de ses collections phéniciennes.
Aujourd'hui, 520 pièces représentant l'art funéraire datant du paléolithique jusqu'à l'époque ottomane, sont exposées dans le sous-sol du musée.

## Architecture
Le bâtiment en pierre ocre de style hellénistique a été bâti dans les années 1930 par l’architecte Antoine Nahas, selon les plans de Pierre Leprince-Ringuet.

## Collections

### Préhistoire
La collection compte des pièces du Paléolithique inférieur au Néolithique.

### Âge du bronze (3200–1200 av. J.-C.)
Cette période annonce les cités phéniciennes et l'apparition de l'alphabet phénicien. Le sarcophage d'Ahiram comporte une inscription qui est le plus ancien exemple de texte de taille significative écrit à l'aide de l'alphabet phénicien.	
Principales pièces:

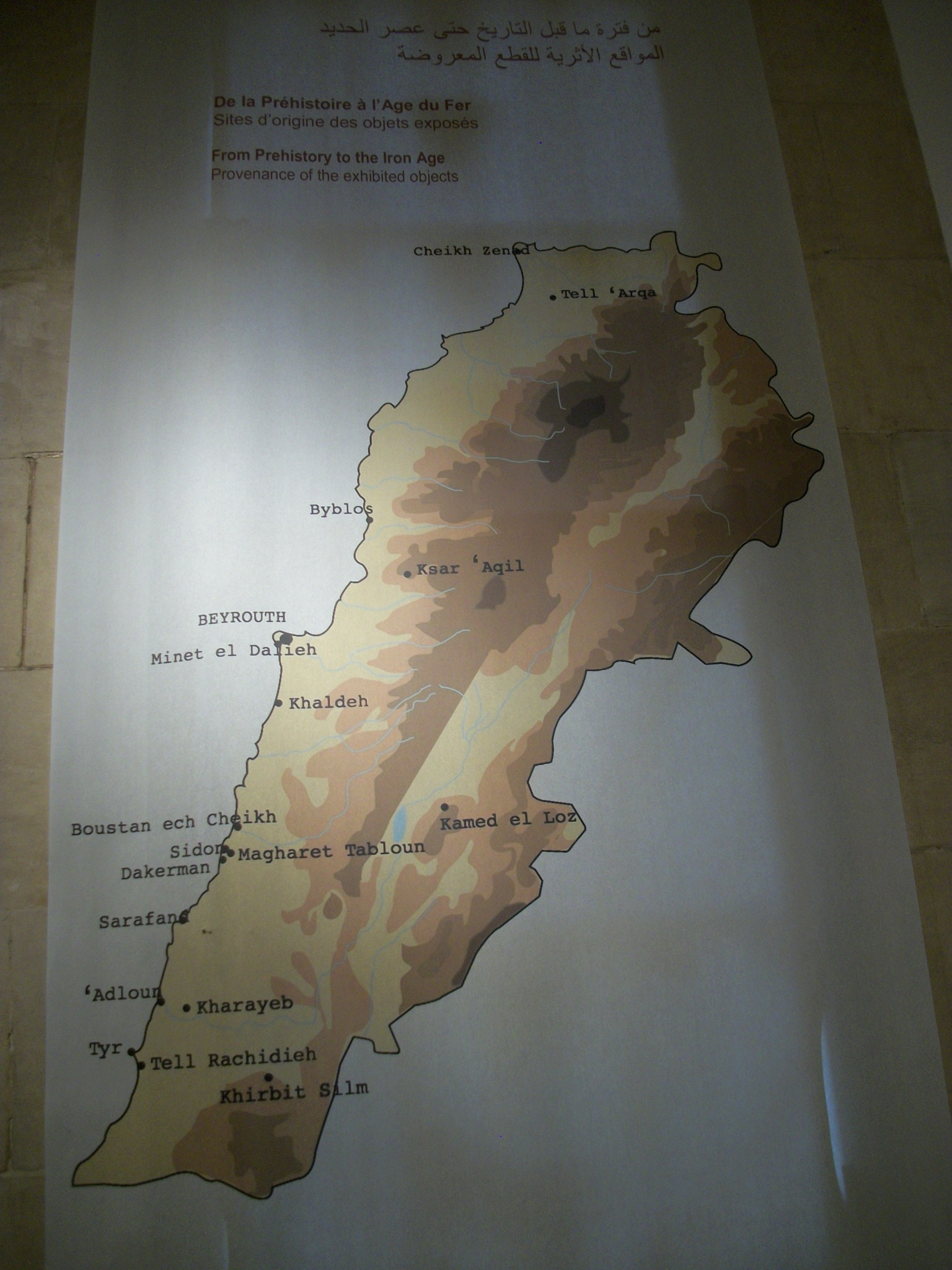
Carte du Liban avec les sites d'origine des objets exposés de la Préhistoire à l'âge du Fer

- Sarcophage du roi Ahiram : calcaire, cimetière royal de Byblos, Xe siècle av. J.-C.
- Statuettes votives : bronze doré, temple des obélisques, Byblos, XIXe – XVIIIe siècle av. J.-C..
- Couteau décoré : or et ivoire, temple des obélisques, Byblos, XIXe – XVIIIe siècle av. J.-C..
- Couronne et sceptre du roi Ip Shemu Abi : or et bronze, cimetière royal de Byblos, XVIIIe siècle av. J.-C.
- Collection de bijoux du roi Abi Shemu : or et pierres précieuses, cimetière royal de Byblos, XVIIIe siècle av. J.-C.
- Statuette de Reshep : bronze doré, temple des obélisques, Byblos, XIXe – XVIIIe siècle av. J.-C..

### Âge du fer (1200 – 333 av. J.-C.)
Les cités phéniciennes connaissent la domination assyrienne, babylonienne et perse.
- Collection Ford de sarcophages anthropoïdes, marbre, IVe siècle av. J.-C.
- Statues votives du temple d'Eshmoun : marbre, Bustan esh Sheikh, IVe siècle av. J.-C.
- Chapiteau avec protomé de taureau : marbre, Sidon, Ve siècle av. J.-C.

### Époque hellénistique (333 – 64 av. J.-C.)
L'hellénisation d'Alexandre le Grand, Ptoléméens et Séleucides, se greffe sur un fonds sémitique local.
- Tribune du sanctuaire d'Eshmoun : marbre, Bustan esh Sheikh (près de Sidon), vers 350 av. J.-C.
- Statue d'Aphrodite : marbre, Beyrouth.
- Figurines de dieux grecs : terre cuite, Kharayeb.

### Époque romaine (64 av. J.-C. – 395 ap. J.-C.)
- Sarcophage d'Achille : marbre, Tyr, IIe siècle av. J.-C.
- Sarcophage du Cupidon ivre : marbre, Tyr, IIe siècle av. J.-C.
- Mosaïque de l'enlèvement d'Europe : Byblos, IIIe siècle av. J.-C.
- Statue d'Hygie : marbre, Byblos.
- Mosaïque de Calliope et des  sept sages de Grèce : Baalbeck, IIIe siècle av. J.-C.
- Buste de Dionysos : marbre, Tyr, IIIe siècle av. J.-C.

### Époque byzantine (395 – 636)
- Mosaïque de la Jalousie : Beyrouth.
- Éléments d'un chœur d'une église : marbre, Beyrouth.
- Collection de monnaies et de bijoux.

### Conquête arabe et époque mamelouke
- Monnaies.
- Joaillerie d'or.
- Céramique de terre-cuite vernissée.

## Galerie de photographies

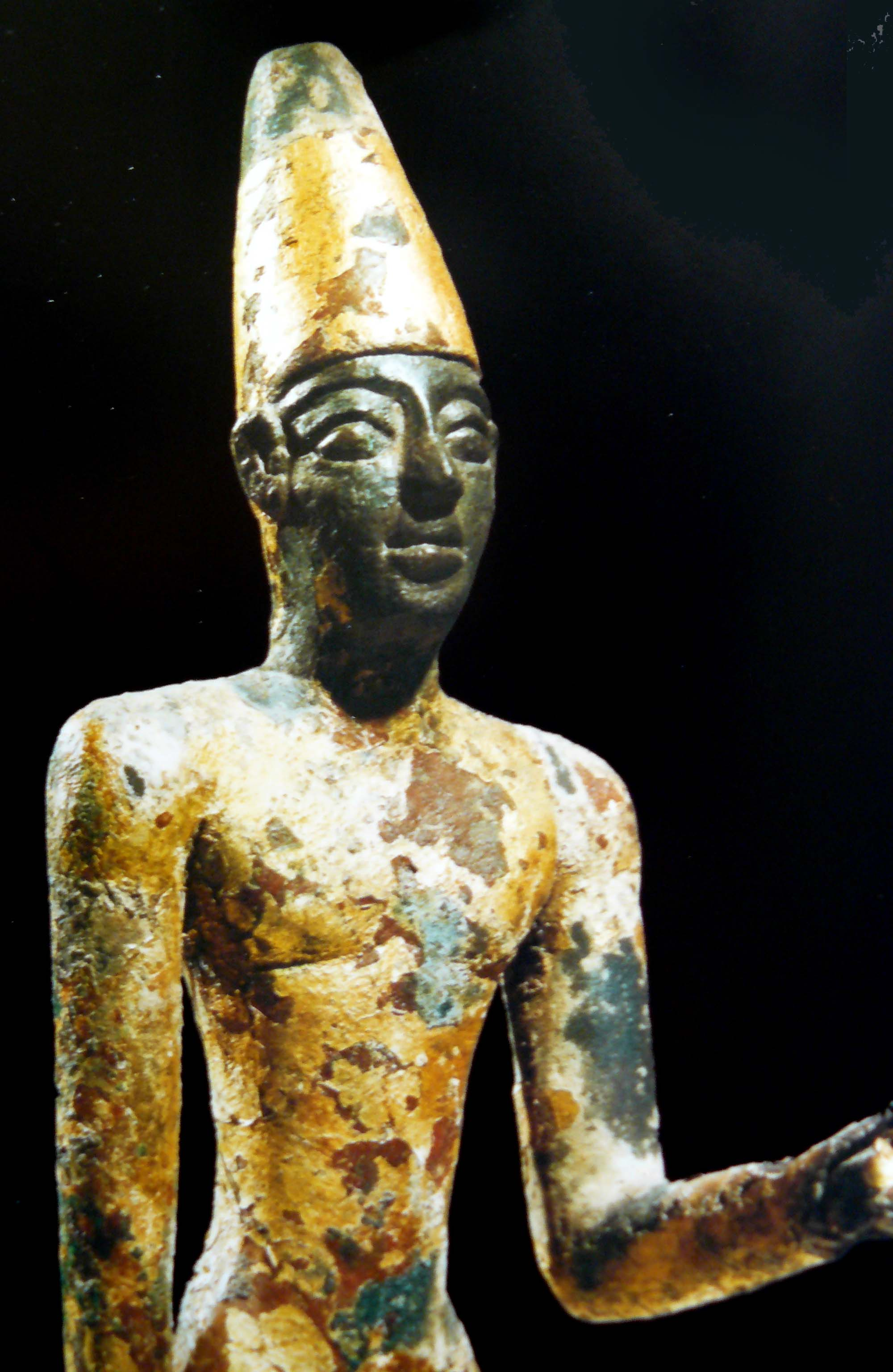
Statuette de Reshep : bronze doré.
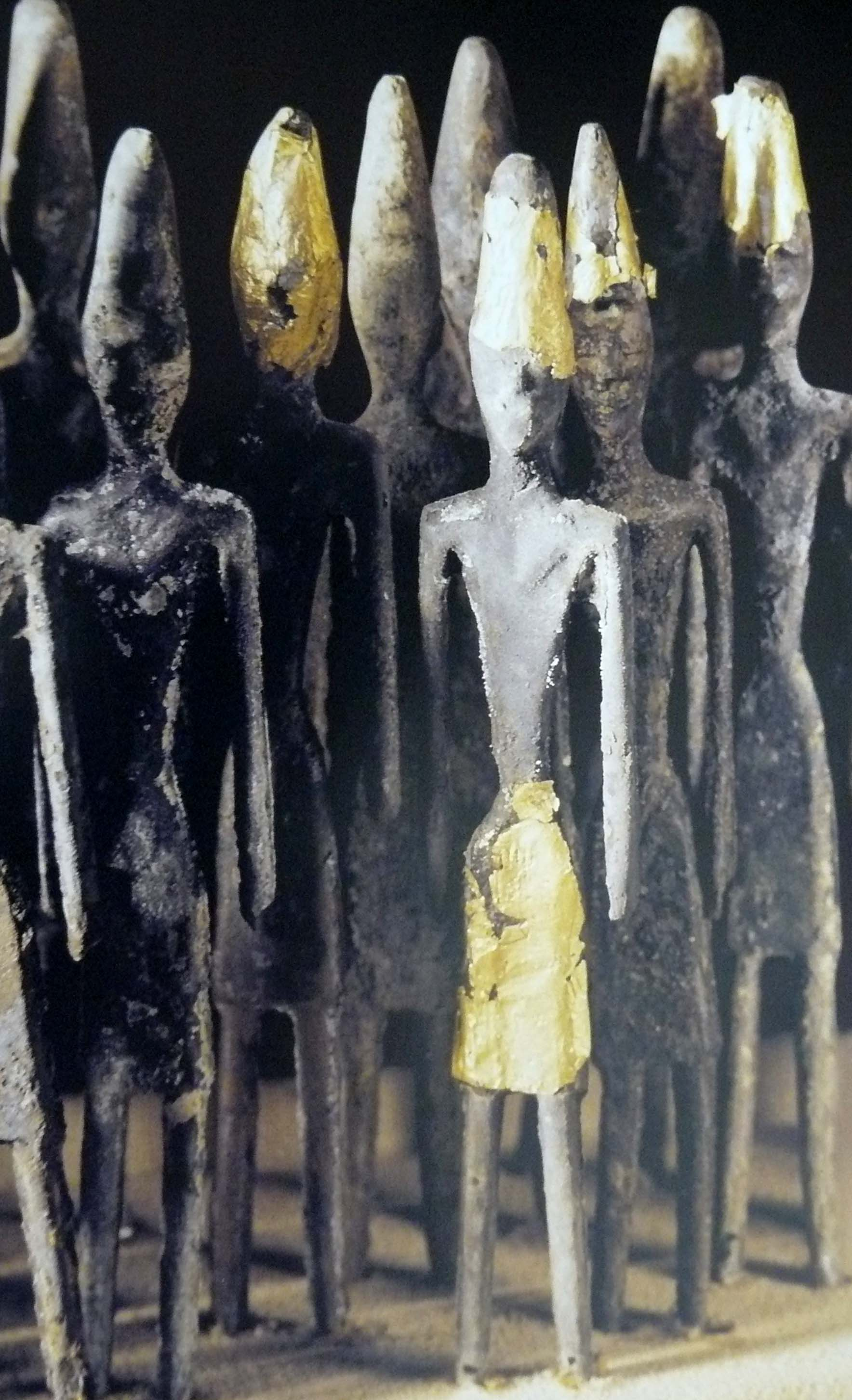
Statuettes phéniciennes en provenance de Byblos.
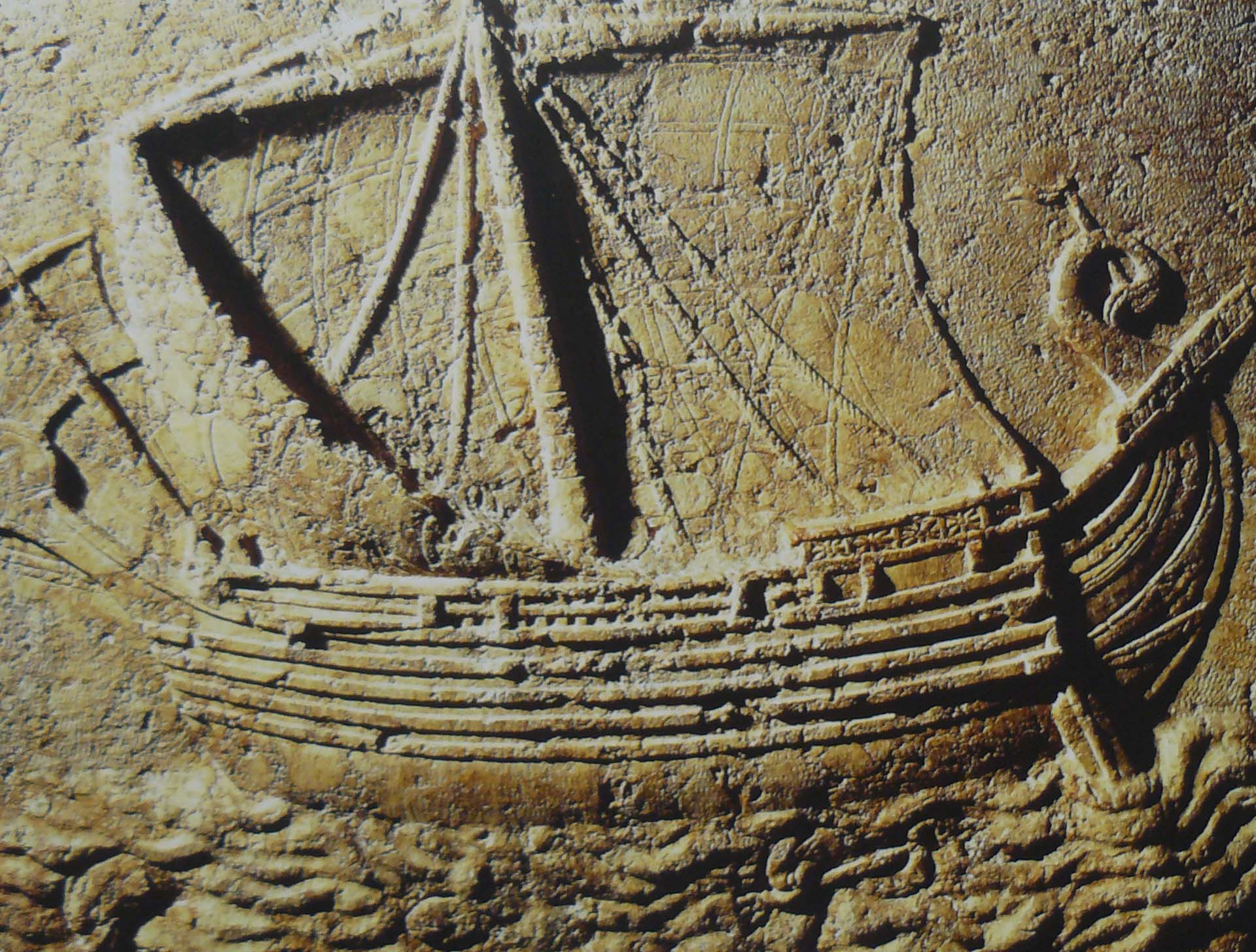
Représentation d'un navire phénicien.
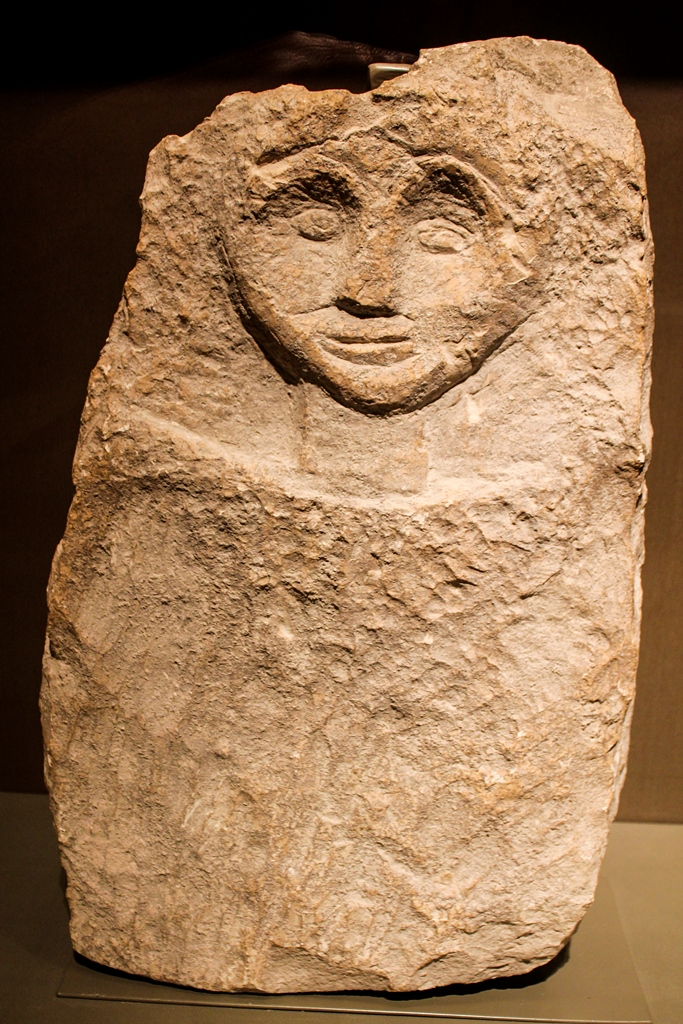
Stèle, nécropole de Tyr.
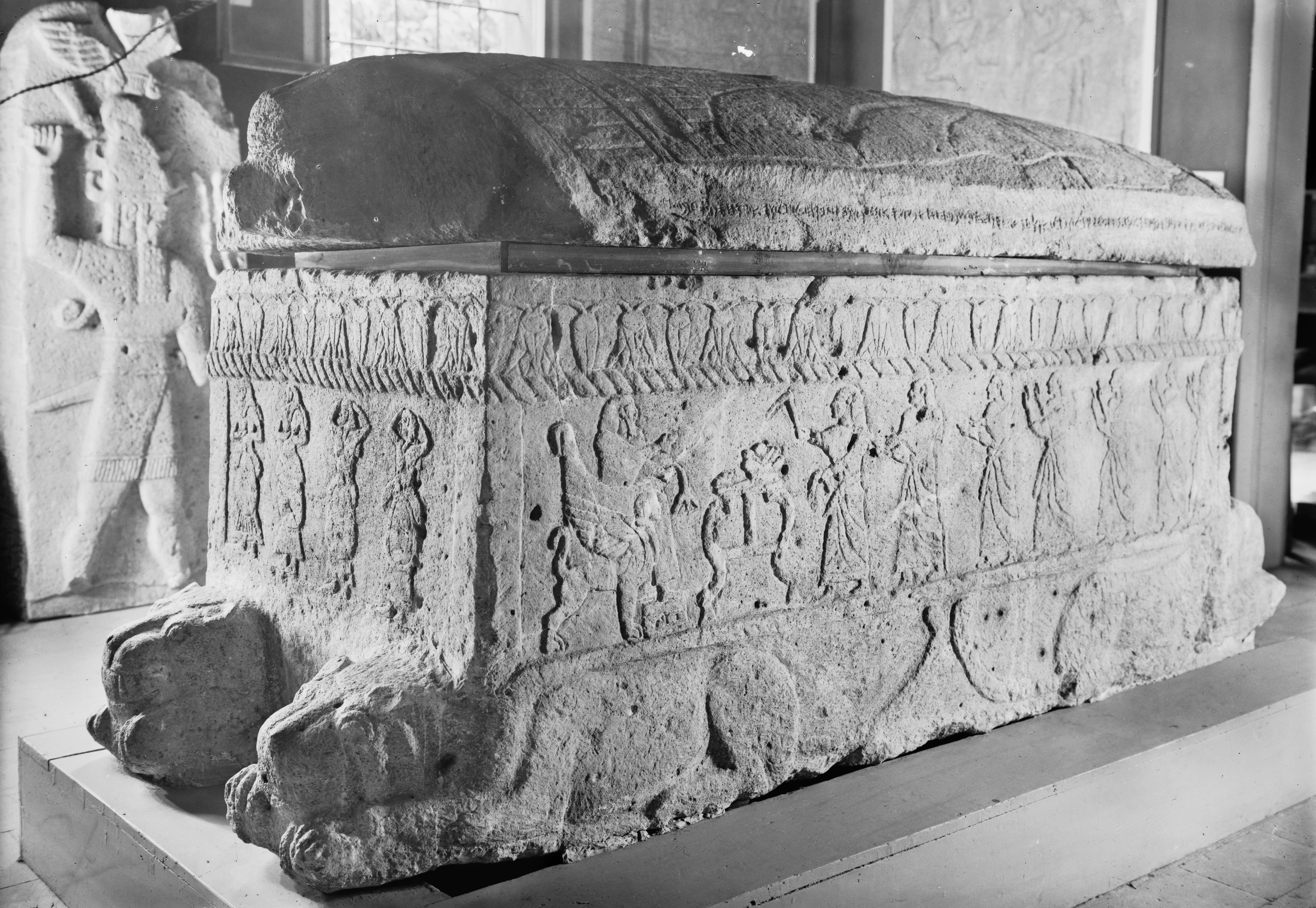
Sarcophage d'Ahiram.
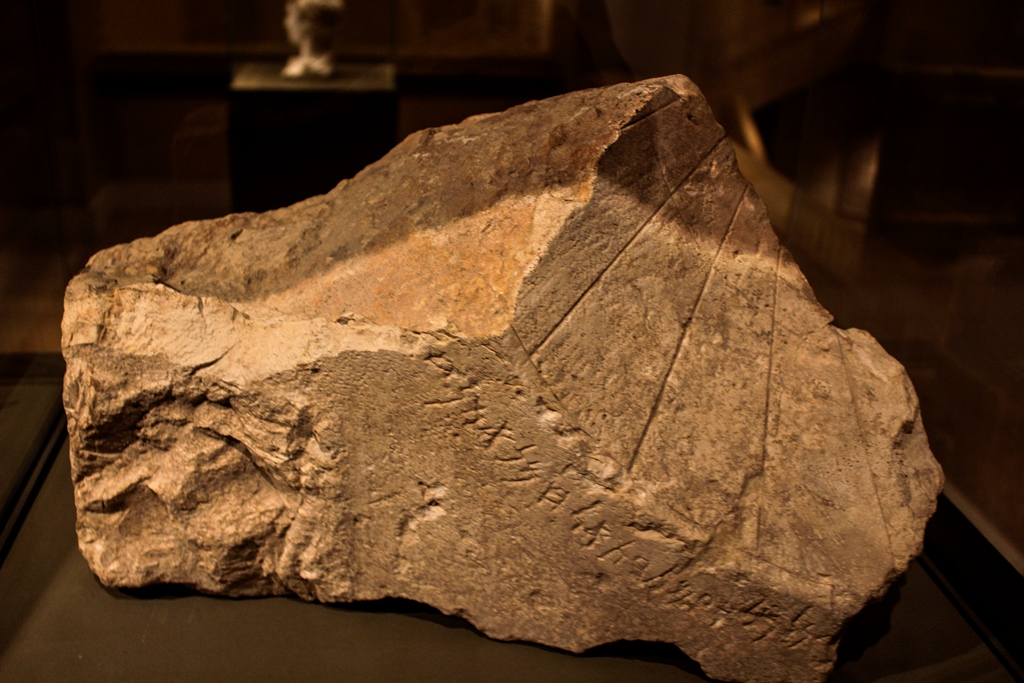
Cadran solaire calcaire phénicien avec des inscriptions d'Umm el 'Amed.
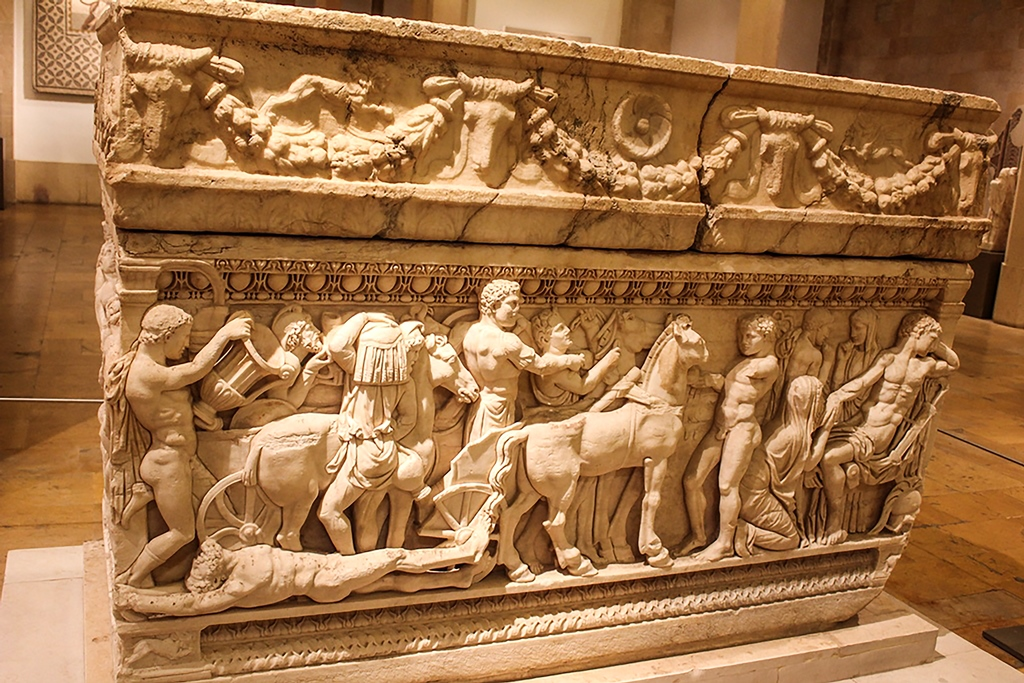
Sarcophage avec la légende d'Achille.
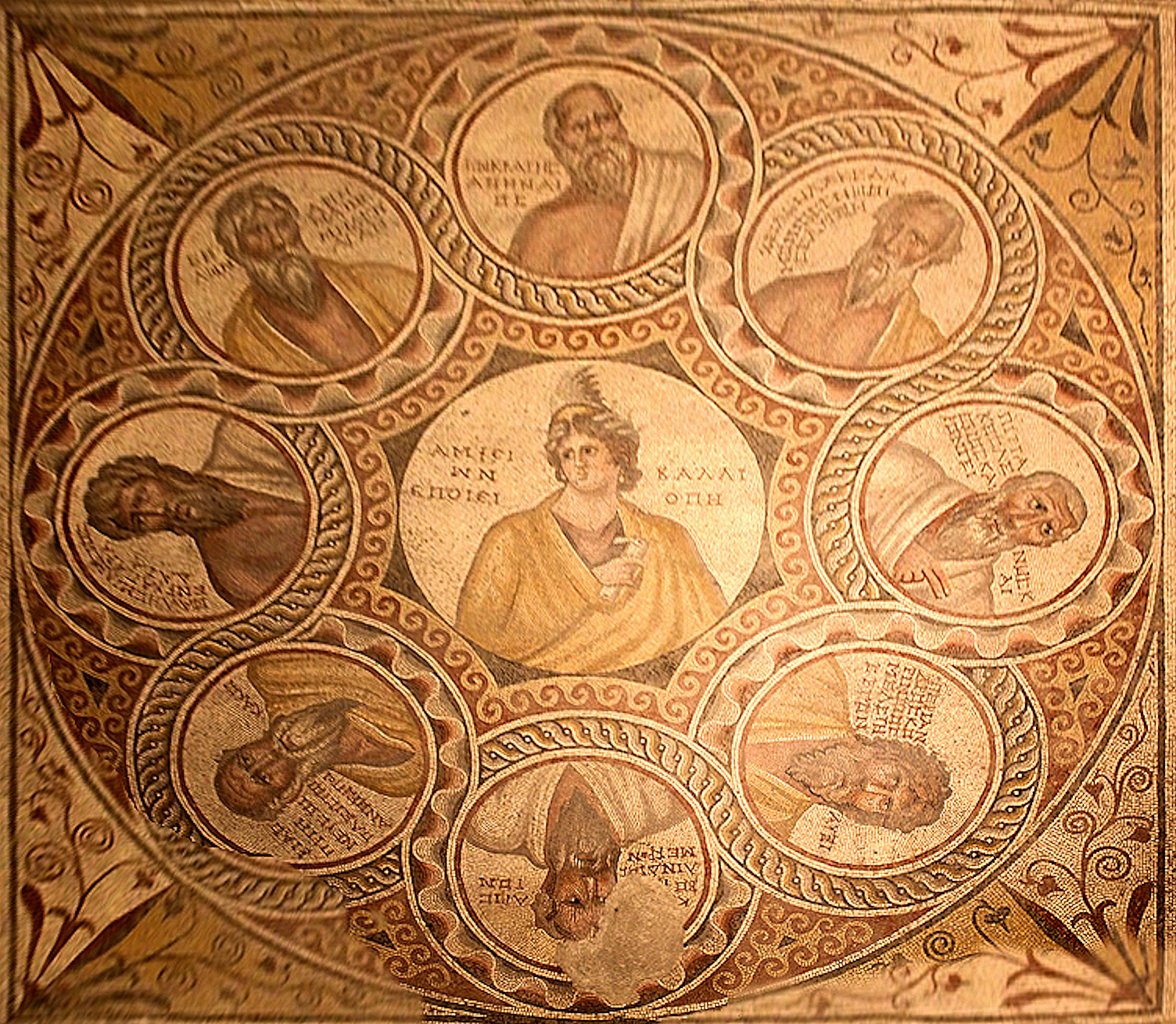
Mosaïque des sept sages : Calliope, entourée de Socrate et les sept sages.
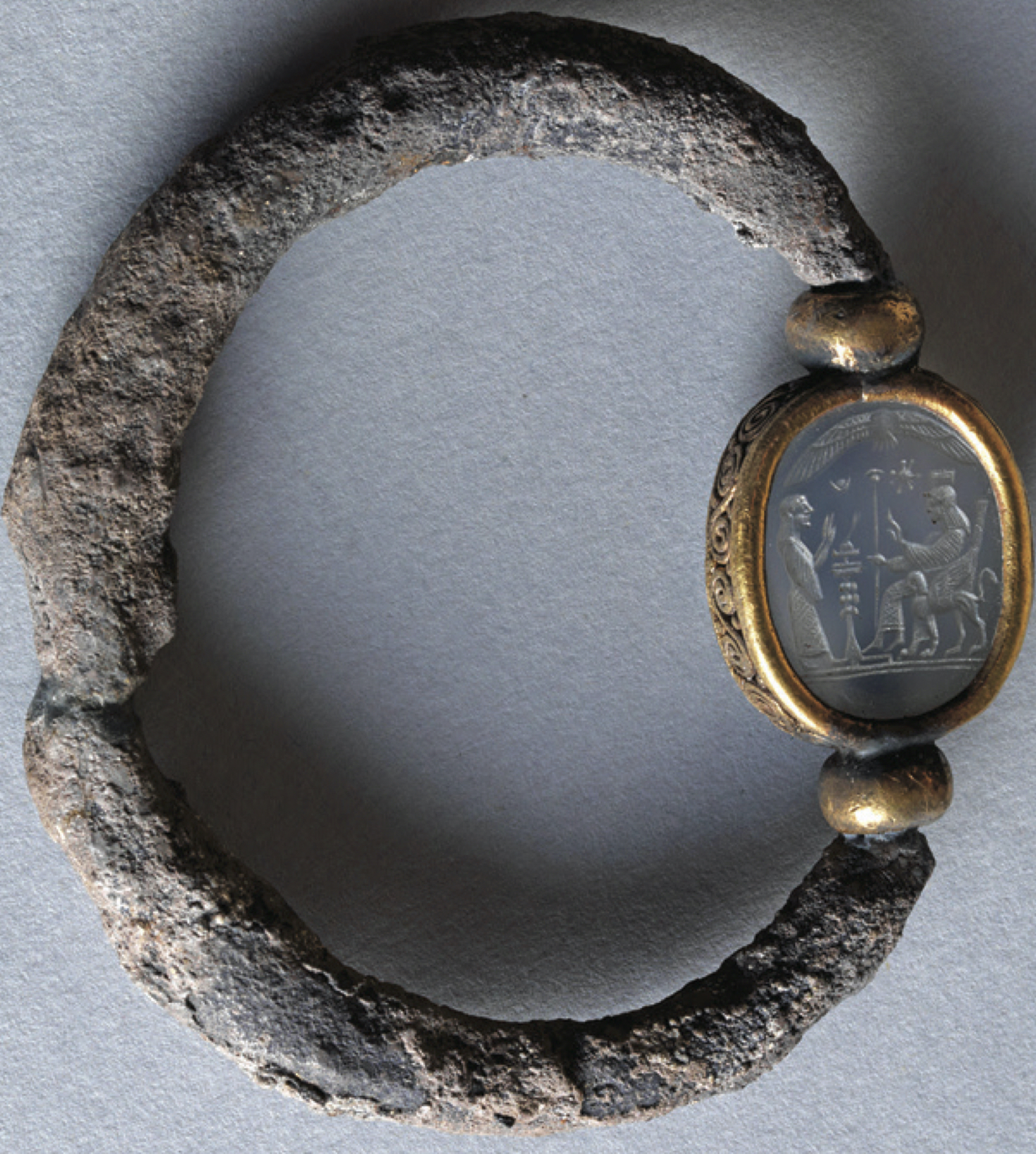
Bracelet phénicien en argent et améthyste, Ve siècle av. J.-C.
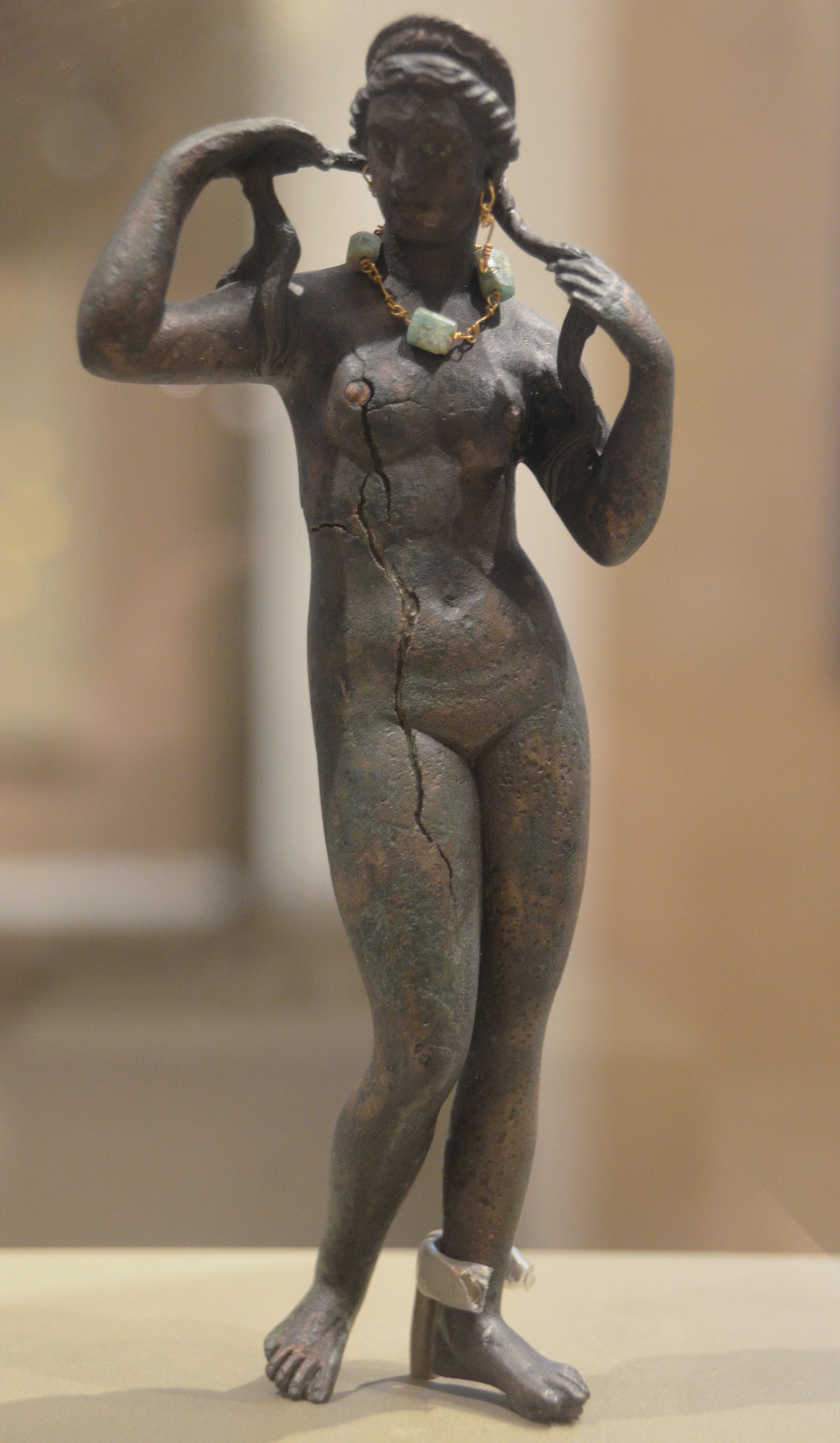
Statuette d'Aphrodite

## Le secteur du Musée pendant la guerre de 1975-1990
Le Musée national est situé pendant la guerre du Liban sur la « ligne de démarcation » de Beyrouth, nom donné à une zone de combats incessants entre factions armées. De part et d'autre de cette ligne sans tracé officiel, les populations ont eu tendance à s'homogénéiser durant le conflit, avec une majorité chrétienne dans Beyrouth Est, une majorité musulmane dans Beyrouth Ouest, alors que la mixité était bien plus présente auparavant. Un des passages les plus empruntés entre Beyrouth Est et Ouest est celui du Musée national, devenu ainsi un lieu stratégique très dangereux, où de nombreux civils ont trouvé la mort, victimes de tirs de francs-tireurs, d'accrochages entre milices, d'exécutions sommaires ou d'enlèvements.
En novembre 1975, plusieurs dizaines de milliers de citoyens s'y étaient donné rendez-vous, les uns venant de Beyrouth Ouest, les autres de Beyrouth Est, pour dire non à la guerre. À la suite du conflit libanais de 2008 qui avait fait craindre une reprise de la guerre, une marche a été organisée sur l'ancienne ligne de démarcation pour rappeler le danger lié aux affrontements armés. La marche avait remonté la «ligne verte» à partir du sud de Beyrouth, empruntant le carrefour de l'église Mar Mikhael-Chiyah, le rond-point Tayyouné, puis elle était passée par le secteur du Musée national de Beyrouth, avant d'aboutir au nord, au Centre-ville.
« Symbole de la guerre », le quartier du Musée a été aussi, pour cette raison, le site de manifestations pour la paix, et il est considéré depuis la fin officielle de la guerre comme un « lieu de mémoire ».